# Domenica Spinelli
Domenica Spinelli (Sammichele di Bari, 8 gennaio 1969) è una politica italiana.

## Biografia
Nata a Sammichele di Bari, in provincia di Bari, risiede a Coriano, in provincia di Rimini, dov'è stata sindaca del comune dal 22 maggio 2012 al 13 giugno 2022.
Alle elezioni politiche anticipate del 2022 viene candidata al Senato della Repubblica, tra le liste di Fratelli d'Italia nel collegio plurinominale Emilia-Romagna - 02, venendo eletto senatrice. Nella XIX legislatura è segretaria della 1ª Commissione Affari Costituzionali e componente della Commissione parlamentare per l'infanzia e l'adolescenza, della delegazione italiana presso l'Assemblea parlamentare del Consiglio d'Europa e della 10ª Commissione Affari sociali, sanità, lavoro pubblico e privato, previdenza sociale, in sostituzione della sottosegretario di Stato al Ministero della difesa Isabella Rauti.
Per la legge di Bilancio 2024 ha presentato un emendamento per migliorare il trattamento fiscale delle pensioni dei lavoratori frontalieri con la Repubblica di San Marino.